# Tramlijn Haarlem - Leiden
De tramlijn Haarlem – Leiden, ook wel 'Bollenlijn' of 'Bollentram' genaamd, is een tramverbinding op normaalspoor door de Bollenstreek, die bestond van 1881 tot 1949.

## Algemeen
De route was Haarlem (Station) – Heemstede – De Glip – Bennebroek – Hillegom – Arnoud – Lisse – De Engel / Engelenbuurt – Sassenheim – Oegstgeest Kerkbuurt – Oegstgeest Leidse Buurt – Leiden (Stationsplein). De tramlijn was 30 kilometer lang.
Tot 30 december 1932 werd deze verbinding onderhouden met stoomtrams. Op die dag werd overgegaan op elektrische tractie. Sindsdien maakte de lijn deel uit van het net van de Blauwe Tram. Deze tramlijn door een indertijd betrekkelijk dunbevolkte streek heeft in de loop van zijn bestaan te kampen gehad met veel problemen. De vervoercijfers zijn altijd achtergebleven bij die van andere streektramlijnen in de omgeving van Haarlem en Leiden.

## Stoomtractie (1881-1932)

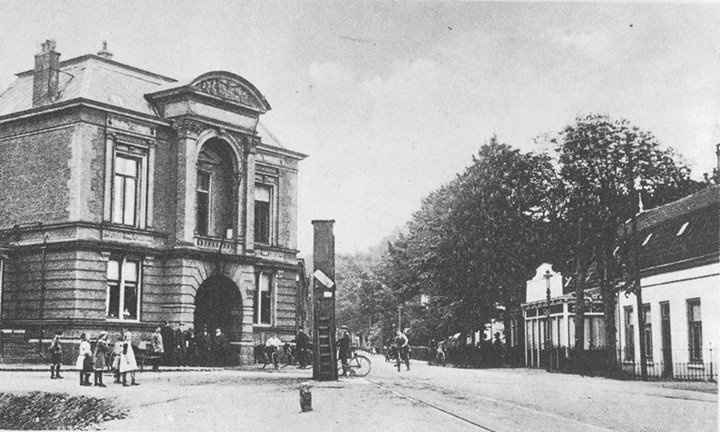
Remise van de stoomtram in Hillegom.

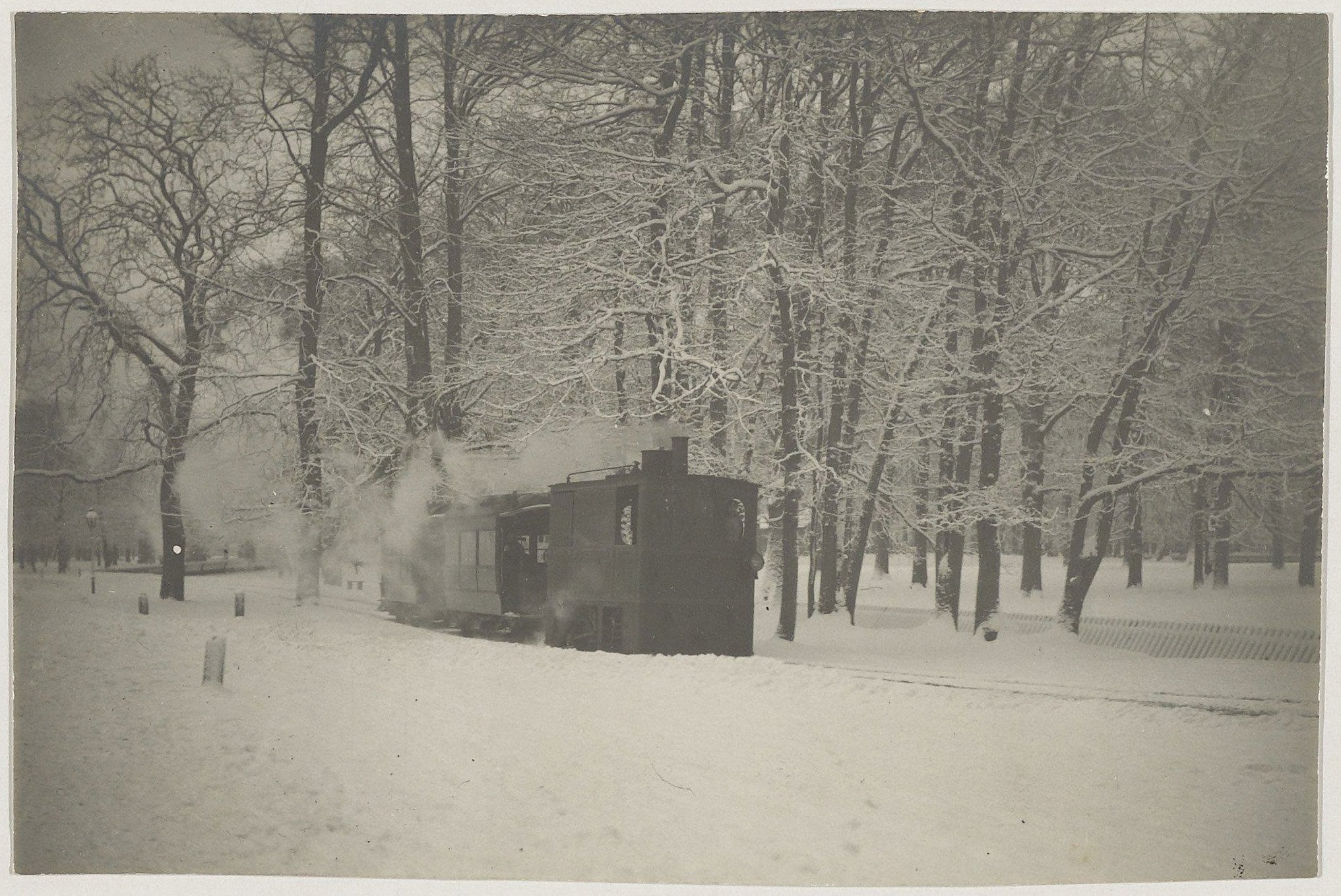
De stoomtram van Haarlem naar Leiden in de Haarlemmer Hout. 7 januari 1907.

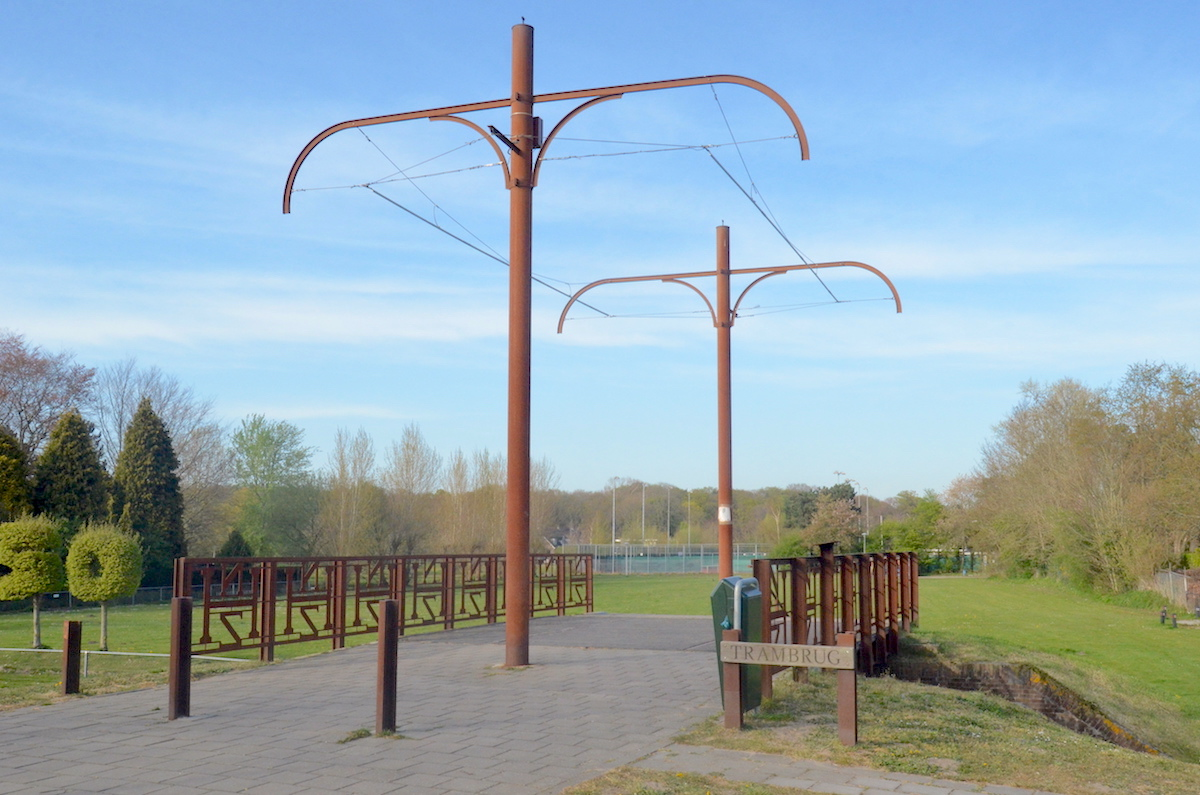
Monument trambrug Bennebroek; 15 april 2020.

In het voorjaar van 1881 opende de NZHSTM (Noord-Zuid-Hollandsche Stoomtramweg-Maatschappij), gevestigd te Hillegom, de 28 kilometer lange stoomtramlijn Haarlemmerhout – Leiden. Een rit duurde ca. 2:15 uur. De frequentie van de tram steeg in de loop der jaren van 4 ritten per dag naar een uurdienst. Naast reizigerstrams reden er ook speciale goederen- en veetrams.
De complete lijn was in amper een jaar tijd tot stand gekomen. De baan was grotendeels enkelsporig aangelegd, op de meeste plekken aan de oostzijde van de weg, en telde zes wisselplaatsen. Al snel na begin van de exploitatie bleek de baan te licht te zijn voor de zware stoomtrams. Regelmatig deden zich ontsporingen voor.
In 1884 ging de NZHSTM failliet, om meteen daarop opnieuw opgericht te worden onder dezelfde afkorting en met de toevoeging: 'Haarlem-Leiden'. Ook deze nieuwe NV, vanaf 1909 NZHTM geheten, leidde een kwijnend bestaan.
Elk jaar bereikte de tram gedurende het bollenseizoen een piek in het passagiersvervoer. Op zondagen met gunstig weer trokken de locomotieven soms wel een sleep van 12 rijtuigen door de Bollenstreek. Gedurende de rest van het jaar bleven de vervoercijfers achter bij de verwachtingen.

## Elektrische tractie (1932-1949)
De eerste plannen tot elektrificatie van de Bollenlijn dateerden van 1907. In de jaren twintig kon de lijn de concurrentie met het opkomende busvervoer niet meer bolwerken. Vele stoomtramlijnen werden in die tijd opgeheven. Voor de Bollenlijn werd in 1932 uiteindelijk toch nog tot elektrificatie besloten van het 22 kilometer lange traject De Glip – Oegstgeest (op de rest van de lijn reden inmiddels al de elektrische stadstrams Haarlem - Heemstede en Oegstgeest - Leiden).
Daaraan ging een zeer moeizaam driehoeksoverleg vooraf tussen het Rijk, de gemeenten in de Bollenstreek en de NZHTM. De gemeenten langs de tramlijn waren voorstander van een dubbelsporige baan die waar mogelijk in het midden van de weg aangelegd zou worden. Het rijk vond deze oplossing te duur. Rijkswaterstaat vond zo'n baan bovendien hinderlijk voor het toenemende autoverkeer. Uiteindelijk kwam een weinig bevredigend compromis op tafel. De tramlijn zou 20 dubbelsporige trajectgedeelten krijgen met een totale lengte van 9 kilometer, en zou op verschillende plaatsen van de zijkant van de weg naar het midden verhuizen. Deze 'dronken tram van Rijkswaterstaat', zoals een criticus in 1932 schreef, zou in de 16 jaren van zijn bestaan veel ongelukken meemaken door zijn onoverzichtelijke baanligging.
De verbouwing van de lijn werd in het jaar 1932 in zes maanden tijd uitgevoerd. Op 30 december 1932 reden de eerste elektrische trams door de Bollenstreek. De busexploitatie werd beëindigd en nieuwe busconcessies werden niet meer verleend. De vervoercijfers stegen sterk ten opzichte van die van de stoomtram. De lijn Haarlem – Leiden werd in een halfuursdienst geëxploiteerd, met in de spits extra ritten Haarlem – Hillegom. Een rit Haarlem – Leiden duurde ca. 75 minuten. Een zekere faam verwierven de 'bollenzondagen' in april, wanneer er trams non-stop van Den Haag naar Lisse reden ten behoeve van toeristen. Voor deze trams dienden plaatsen gereserveerd te worden.

## Materieel
De NZH exploiteerde de tramlijn met tien voor die tijd moderne 'tweelingstellen' van Beijnes, de gelede trams A601/602 - A619/620. Dit tramtype werd in 1931-'32 aangeschaft. De bouw van gelede trams werd ingegeven doordat de gemeente Haarlem geen langere trams dan 10 meter toeliet in de smalle straten in de Haarlemse binnenstad. De NZH nummerde elk deel van een tweelingstel apart. Tweelingdeel A was A601 genummerd, deel B A602 etc. Het waren de eerste elektrisch gelaste trams in Nederland met een gewicht van 30.500 kg en 4 motoren van elk 70 pk. De tram had één stroomafnemer op het oneven wagennummer en kon 46 passagiers zittend en 96 staand vervoeren.
Zoals bij interlokale trams gebruikelijk had het tramstel slechts twee schuifdeuren waar men een groot balkon aantrof. Hiervandaan kon men, door middel van één opstapje een groot of een klein passagierscompartiment bereiken. Alleen het grootste compartiment had luxe zitplaatsen met gerieflijke kunstlederen banken. Het oneven compartiment was 'niet roken' en het even 'roken'. De trams waren geschikt voor het trekken van één of meer aanhangwagens. Op deze 'Bollenlijn' gebeurde dat vaak met één of twee rijtuigen uit de B0 serie. Vanaf 1940 kwamen ook de rijtuigen ex-Gooise Tram van de series B10 en B20 achter deze gelede trams te rijden.
Na de opheffing van de lijn Haarlem – Leiden op 2 januari 1949 gingen deze trams naar de interlokale lijn Leiden – Katwijk. In het midden van de jaren vijftig trof men ze aan op de lijnen Leiden – Den Haag, Leiden - Katwijk en Den Haag – Leiden – Noordwijk. Na de opheffing van de lijnen naar Katwijk en Noordwijk in 1960 bleef Den Haag – Leiden over. Alle trams zijn in het najaar van 1961 gesloopt en er is er geen bewaard gebleven. In 2020 is in Haarlem de bouw van een rijvaardige replica begonnen. Zie "De Nieuwe Blauwe Tram".
Voor de spitsritten Haarlem – Hillegom, werden stadstrams uit Haarlem (motorwagenseries A300 en A350 en bijwagenserie B300) ingezet. Daarnaast werden vanuit Leiden soms extra ritten uitgevoerd met A/B200-, A/B400- en A/B500-materieel, dat echter niet in de Haarlemse binnenstad mocht komen en dus moest keren op het emplacement in de Haarlemmerhout.

## Opheffing
De Bollentram was na de Tweede Wereldoorlog de eerste lijn van de Blauwe Tram die werd opgeheven. NZH was een dochteronderneming van de Nederlandse Spoorwegen en voerde het beleid uit van president-directeur F.Q. den Hollander om de tram te vervangen door de bus, die flexibeler was en goedkoper in exploitatie. Wegbeheerder Rijkswaterstaat wilde al veel langer van de tram af. Op 2 januari 1949 reed de tram voor het laatst door de Bollenstreek. De sporen bleven nog liggen tot het bollenseizoen van dat jaar, omdat men vreesde dat de bussen het toeristenvervoer niet aan zouden kunnen. Dat bleek wel het geval te zijn. Daarna werd de baan snel gesloopt. De tweelingstellen werden ingezet op andere lijnen van de Blauwe Tram.

## Bijzonderheden / herinneringen
- In de stoomtijd heeft de Bollentram nooit op Haarlems grondgebied gereden. De lijn begon bij de Haarlemmerhout, op enkele meters van de gemeentegrens van Heemstede met Haarlem. Dat punt was bereikbaar met de Haarlemse stadstram, die eindigde aan de andere kant van de grens. In de periode 1913-1922 breidde de stadstramlijn zich in zuidelijke richting uit en werd de stoomtramlijn telkens ingekort, totdat deze in 1922 zijn beginpunt kreeg in de buurtschap De Glip. Na invoering van de elektrische tram in 1932 werd het beginpunt van de Bollentram verplaatst naar station Haarlem. Er kwamen toen ook tussendiensten Haarlem (Soendaplein of Station) – Hillegom als verlenging van stadslijn 1.
- In 1932 werd voor de elektrische tram een nieuwe route door Bennebroek aangelegd: een vrije baan door het Bennebroekerduin in plaats van de stoomtramroute door de dorpskern met een trambrug over de Bennebroekervaart. Deze brug bestaat nog en is het enige voorbeeld van herkenbare tram-infrastructuur van toen dat er nog is of herbouwd is op het hele NZH-net. Het is de enige herinnering aan deze lijn.
- In Hillegom, in de omgeving van Treslong, bevond zich de remise van de stoomtram (afgebroken in 1935). De elektrische tram werd geëxploiteerd vanuit de remises Haarlem Soendaplein en Leiden Rijnsburgerweg.
- Tussen Sassenheim en Oegstgeest kruiste de tram tot 1938 de Spoorlijn Haarlem – Leiden ter hoogte van Sikkens Lakfabrieken gelijkvloers. In dat jaar werd het Klinkenbergviaduct over het spoor in gebruik genomen, parallel aan de nieuwe Rijksweg 44. De helling omlaag daarna om onder de N44 door te gaan, naast het fietspad, is nu nog steeds herkenbaar.
- In Leiden vertrok de tram in sommige perioden van het NZH-remisecomplex ten noorden van het NS-station, om vertraging te voorkomen bij het passeren van de drukke gelijkvloerse tram-treinkruising.
- Buslijn 50/51 van NZH, vanaf 1999 Connexxion, vanaf 2012 buslijn 50 van Arriva en sinds 2024 buslijn 50/250 van Qbuzz, kan worden beschouwd als de opvolger van de tramlijn Haarlem – Leiden. Deze volgt in grote lijnen dezelfde route, maar bedient een ander deel van Heemstede, de nieuwe wijken van Hillegom en Lisse en Warmond.
- Het fietspad langs het groene kerkje boven Oegstgeest ligt op de oude trambaan.
- Er is een panorama gemaakt van deze lijn. Het was te zien in het Ford museum te Hillegom in 2017.[1]